# Сібрі (Кентуккі)
Сібрі (англ. Sebree) — місто (англ. city) в США, в окрузі Вебстер штату Кентуккі. Населення — 1574 особи (2020).

## Географія
Сібрі розташоване за координатами 37°36′7″ пн. ш. 87°31′10″ зх. д. / 37.60194° пн. ш. 87.51944° зх. д. (37.602063, -87.519562).  За даними Бюро перепису населення США в 2010 році місто мало площу 7,63 км², з яких 7,61 км² — суходіл та 0,02 км² — водойми.

## Демографія
Згідно з переписом 2010 року, у місті мешкали 1603 особи в 544 домогосподарствах у складі 386 родин. Густота населення становила 210 осіб/км².  Було 602 помешкання (79/км²).
Расовий склад населення:
| - 79,7 % — білих - 2,1 % — вихідців з тихоокеанських островів - 0,7 % — чорних або афроамериканців - 0,7 % — азіатів - 0,1 % — корінних американців - 14,6 % — осіб інших рас |

До двох чи більше рас належало 2,1 %. Частка іспаномовних становила 25,2 % від усіх жителів.
За віковим діапазоном населення розподілялося таким чином: 27,5 % — особи молодші 18 років, 56,2 % — особи у віці 18—64 років, 16,3 % — особи у віці 65 років та старші. Медіана віку мешканця становила 35,3 року. На 100 осіб жіночої статі у місті припадало 92,0 чоловіків;  на 100 жінок у віці від 18 років та старших — 87,1 чоловіків також старших 18 років.
Середній дохід на одне домашнє господарство  становив 45 147 доларів США (медіана — 33 026), а середній дохід на одну сім'ю — 57 468 доларів (медіана — 52 396). Медіана доходів становила 30 743 долари для чоловіків та 30 060 доларів для жінок. За межею бідності перебувало 18,1 % осіб, у тому числі 26,7 % дітей у віці до 18 років та 5,6 % осіб у віці 65 років та старших.
Цивільне працевлаштоване населення становило 609 осіб. Основні галузі зайнятості: виробництво — 27,1 %, освіта, охорона здоров'я та соціальна допомога — 18,7 %, сільське господарство, лісництво, риболовля — 9,7 %, науковці, спеціалісти, менеджери — 7,7 %.